# 坂本遼
坂本 遼（さかもと りょう、1904年（明治37年）9月1日 - 1970年（昭和45年）5月27日）は、日本の詩人。兵庫県加東郡東条村（現・加東市横谷）出身。

## 経歴
1904年、兵庫県加東郡東条村に生まれる。父は教職で兵庫各校の校長として辺地教育に力を注ぎ、そのため家庭を顧みるいとまがなく、母が農作業に従事して一家を切り盛りした。
1923年、関西学院大学英文科に入学。同級生に竹中郁がいた。1925年、草野心平らの『銅鑼』同人となる。竹中郁らの『羅針』にも参加。1926年、神戸の下宿に草野が来訪し、母校の小学校の謄写板を借り、草野が筆耕、坂本が印刷を担当して二人で『銅鑼』7号を制作した。
1927年、姫路野砲連隊に志願兵として入隊。同年9月に第一詩集『たんぽぽ』と小説集『百姓の話』を刊行する。
1931年、朝日新聞に入社、京都支局に勤務する。1937年、従軍記者として中国に従軍するも、三男の死亡により帰国。大阪本社社会部員となる。1941年応召、1945年、応召解除となり、朝日新聞社会部次長に就任。
1948年、大阪編集部学芸部次長。翌年より児童詩誌『きりん』の編集に竹中郁らと参加する。1950年、朝日新聞論説委員。1959年、定年退社。
1960年『きょうも生きて』を出版し、厚生大臣賞･産経児童出版文化賞受賞。関西学院大学、甲南大学、山手女子短大講師を務める。
1970年（昭和45年）5月27日、65歳で死去。告別式は同月29日、西宮市の自宅にて行われた。

## 主な著書
- 詩集『たんぽぽ』銅鑼社、1927年
- 小説集『百姓の話』銅鑼社、1927年
- 著作『こどもの綴方（つづりかた）・詩』大阪創元社、1953年
- 童話『きょうも生きて』東都書房、1959年
- 童話集『虹、真っ白いハト』理論社、1965年